# Ventotene

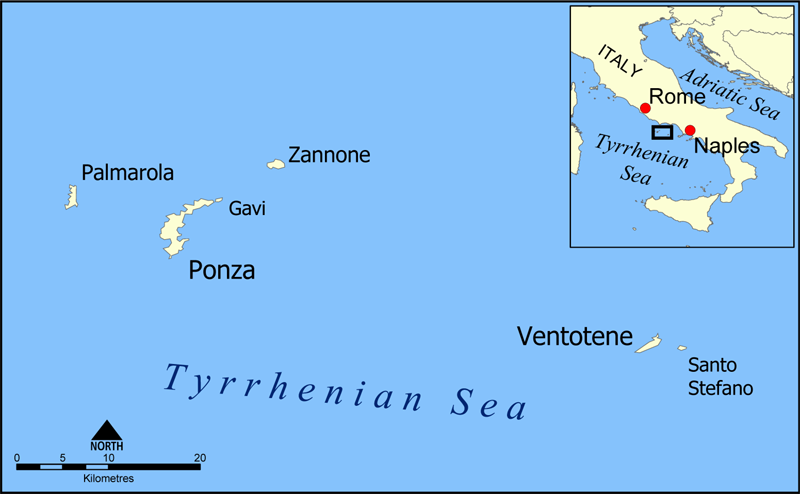
Ventotene a Pontinské ostrovy.

Ventotene je ostrov v Tyrhénském moři nedaleko pobřeží Kampánie v Itálii. Jde o zbytek prastaré sopky a je součástí Pontinských ostrovů. V římských dobách byl ostrov znám jako Pandataria a Pandateria. Jde zároveň o obec patřící do provincie Latina (Lazio).
Ostrov je podlouhlého tvaru, dlouhý přibližně 3 km s maximální šířkou 800 m. Dva kilometry východně je situován ostrov Santo Stefano, 40 km na západ leží ostrov Ponza.
Stejnojmenná obec má v současnosti 633 stálých obyvatel, k obci náleží i ostrov St. Stefano, na kterém je nyní uzavřená rozsáhlá věznice.

## Historie

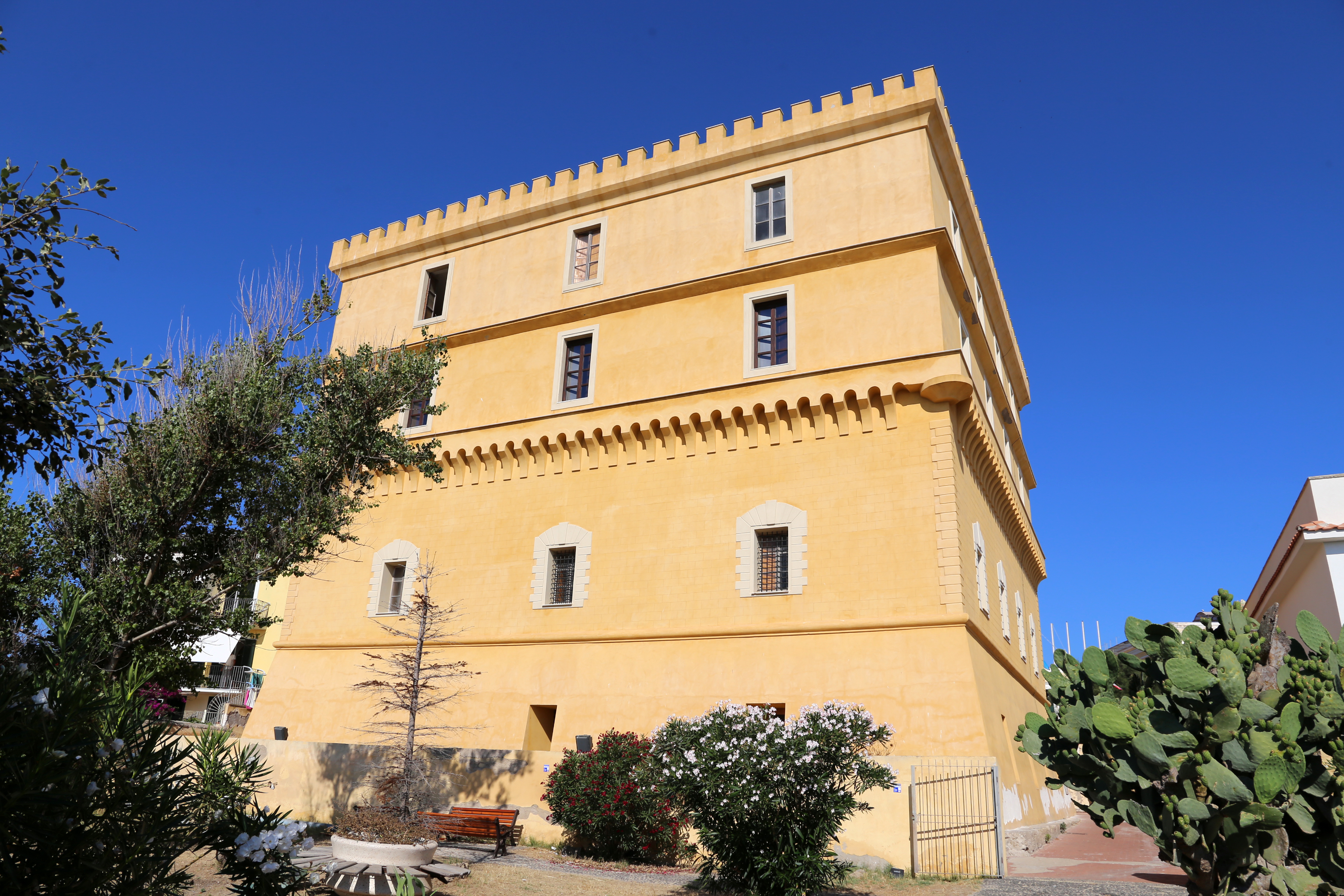
Piazza Castello.

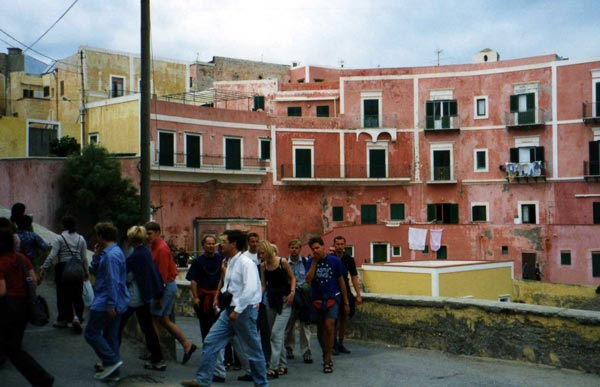
Pohled na město od přístavu.

Ostrov byl dobře znám císaři Augustovi, který na něj uvrhl na pět let svou dceru Julii starší v roce 2 př. n. l. v reakci na její rozsáhlé cizoložství. Rovněž císař Tiberius ostrov využil jako vězení pro svou praneteř Aggripinu starší v roce 29, která tam zemřela na podvýživu. Poté, co se její syn Gaius (lépe znám jako Caligula) stal roku 37 císařem, odjel na Pandaterii vyzvednout její ostatky a odvezl je do Říma, kde je nechal pohřbít. Rovněž Aggripinina nejmladší dcera Julia Livilla byla donucena k exilu na ostrově na příkaz svého strýce, císaře Claudia. Císaře k tomuto činu přemluvila jeho manželka Messalina v roce 41. O něco později byla rovněž diskrétně vyhladověna k smrti a její ostatky byly pravděpodobně převezeny do Říma poté, co se její sestra Aggripina mladší stala císařovou ženou a získala vliv. V roce 62 byla na Pandaterii vykázána další členka iulsko-claudijské dynastie Claudia Octavia, první žena císaře Nerona. Na příkaz svého manžela tam byla i popravena.
Na tento ostrov byla také deportována Sv. Flavia Domitilla, po které jsou v Římě pojmenovány katakomby, a která ukryla mnoho svatých (nebo léčila jejich zranění, způsobená mučením). Byla vnučkou císaře Vespasiana a na ostrově pravděpodobně i zemřela.
Během druhé světové války sloužil ostrov jako základna pro 114 mužů německé armády, kteří zde chránili klíčový radar. V noci 8. října 1943 do přístavu tajně vplula americká loď a vyložila 46 výsadkářů. Ti se rychle zkontaktovali s místním odbojem, který pak Němcům lživě tvrdil, že je na ostrově skupina výsadkářů, podporovaná nepřátelskou flotilou. Německý velitel nechal ve strachu zničit pozice i zbraně a vzdal se Američanům. Teprve poté si uvědomil svůj omyl, ale již bylo pozdě, Ventotene bylo osvobozeno bez jediného výstřelu 9. října 1943 ve tři hodiny ráno.

## Manifest z Ventotente
Za vlády Mussoliniho byl na ostrově v letech 1939 až 1943 zřízen vězeňský tábor, kde se tísnilo na 700 oponentů režimu (včetně 400 komunistů). Jedni z vězňů: Altiero Spinelli, Ernesto Rossi a Eugenio Colorni, tam napsali text, později známý jako Manifest z Ventotene, jež se vyznačuje povstáním intelektuálů, vědců a politiků proti fašistickému režimu a obhajuje ideály sjednocení Evropy ve federálním smyslu. Je považován za základní dokument, jehož prostřednictvím se vyvinul pozdější Evropský federalismus. Z těchto důvodů je součástí Evropského dědictví. 